# Northampton
|  | Aquest article tracta sobre la població i districte anglesos. Vegeu-ne altres significats a «Northampton (desambiguació)». |

Northampton (pronunciat /nɔːˈθæmptən/) és un municipi del Regne Unit, que pertany al comtat de Northamptonshire, del qual és la capital. Aquesta extensa ciutat comercial és a la vora del riu Nene i en el passat era un conegut centre manufacturer de calçat i d'altres indústries relacionades amb la pell, però encara que aquesta indústria encara és important, en l'actualitat la seva importància ha estat desplaçada per altres sectors com el de l'enginyeria, el sector de la distribució i el financer.
Pel nombre d'habitants i la seva extensió, Northampton va obtenir el 1974 l'estatus de borough i actualment clama per obtenir l'estatus de unitary authority (autoritat unitària), ja que, a més del municipi de Northampton aplega l'administració de nou pobles més de la rodalia i continua en expansió.

## El nom
El primer document que esmenta aquesta ciutat és del 914, però escrit amb la forma Ham Tune, que vol dir «ciutat de la llar», el prefix North es va afegir anys després per la necessitat de distingir-la d'altres ciutats anomenades "Hampton", com ara Southampton. En el Domesday Book (1086) està escrit amb la forma Northantone que, cap al segle xiii va evolucionar cap a la variant Norhamptone i al segle xvii ja apareix amb la forma actual.

## Història
En el seu terme s'han trobat indicis d'una estructura circular que seria el lloc de trobada de poblats de neolític. També s'han trobat restes de l'edat del ferro en un turó anomenat Hunsbury Hill.
Es creu que també va haver un petit poblat durant l'època romana, segons es dedueix per les restes de ceràmica trobades en l'actual districte de Duston.
Després de la invasió vikinga es va fortificar el lloc on ara està el centre de la ciutat i aquest burg va ser vers l'any 850 una de les bases militars dels danesos. Tot al voltant es va construir un terraplè i una rassa. En haver conquerit Mèrcia, els danesos li van donar funcions administratives en relació al que va ser el Danelaw.
Al segle ix un sant d'East Anglia, anomenat Regenhere, va ser enterrat a Northampton on fou venerat. vers l'any 918, Northampton va tenir un comte i un exèrcit al seu servei, el territori del qual s'estenia fins al riu Welland. Eduard el Vell va prendre la ciutat als danesos i la va incloure en el seu reialme, però els danesos no es van donar per vençuts i la van atacar el 1010. El 1065 van ser els comtes de Northúmbria els atacants. En aquesta època, segons el Domesday Book hi havia 316 llars i uns 2.000 habitants.

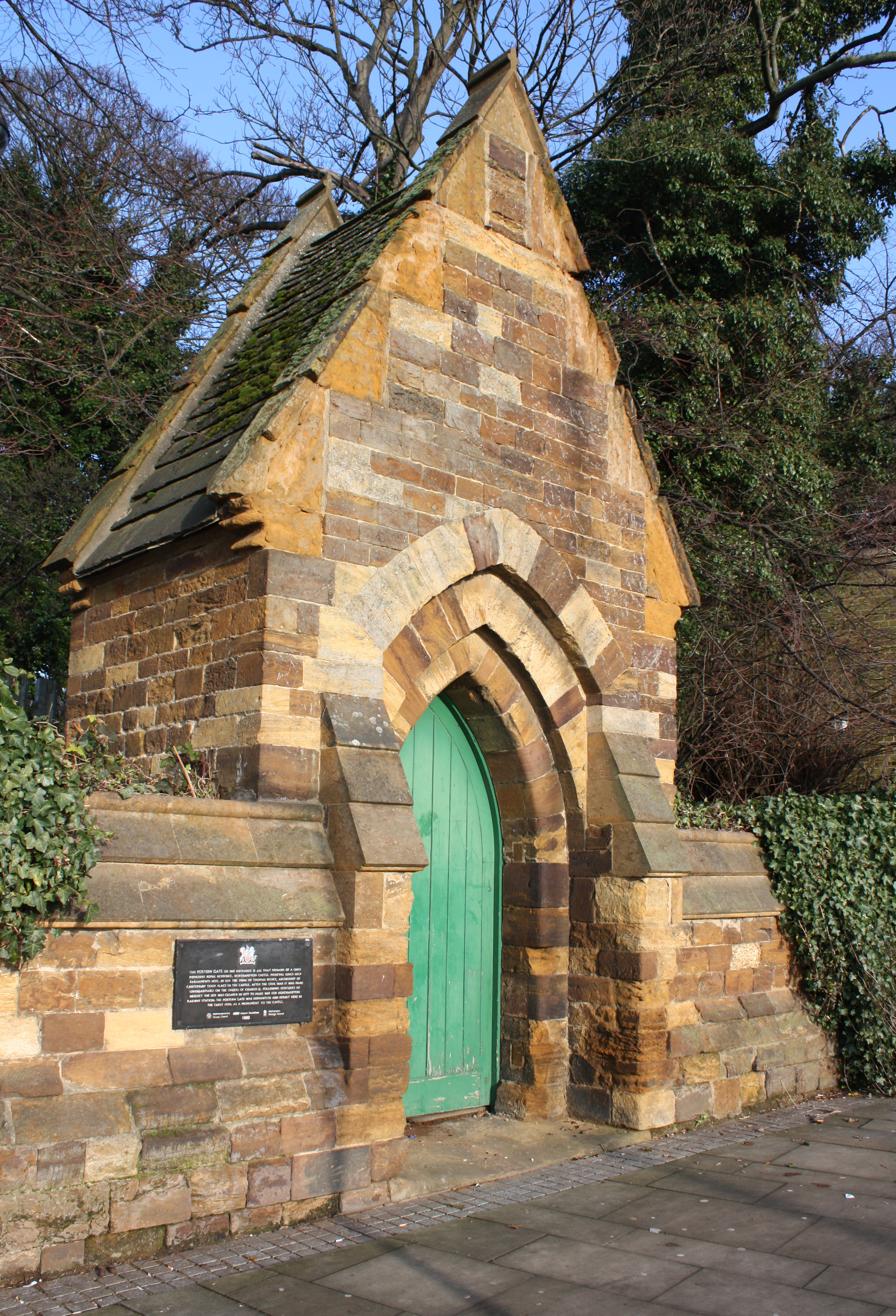
El castell fou residència reial i va acollir el parlament, però va passar per molts atacs i finalment es va demolir per construir una estació de ferrocarril. Tot el que en resta és aquesta porta que es va desmuntar i es va tornar a muntar en un mur de l'estació.

Amb la conquesta normanda d'Anglaterra la ciutat va pujar en importància: la seva posició geogràfica al centre del país li va donar un valor estratègic i va ser escollida en diverses ocasions com a punt de trobada per tractar temes polítics, socials i eclesiàstics o, fins i tot, per resoldre qüestions militarment.
Es creu que el castell el va fer construir Simon de Senlis, primer comte normand de Northampton, possiblement el 1084. Els reis, des de Enric I fins a Ricard II, la van emprar com a residència, però no de forma permanent. El que més hi va estar-hi va ser Joan sense Terra. Es van fer reunions del parlament, la darrera trobada va ser el 1380. Alguns esdeveniments relacionats amb el castell són: la convocatòria a judici de Thomas Becket (1164) —el qual va malfiar i va preferir fugir del país en comptes d'assistir—, la proclamació de les lleis sobre la possessió de terres (1176) basada en la Declaració de Clarendon (1166), la declaració de pau amb Escòcia (1328), l'estatut de Northampton (1328) i la imposició de la poll tax —una taxa que tota persona hauria de pagar, amb una quantitat fixa independentment de la renda o altre circumstàncies individuals— (1380).
Simon de Senlis va fundar el monestir de St Andrew i l'església del Sant Sepulcre —una de les quatre esglésies de planta circular que es conserva a Anglaterra— i l'església de Tots Sants. El seu fill, Simon II, va fer construir l'església de sant Pere, entre l'antic palau anglosaxó i el castell, i un altre monestir Delapré Abbey, aquest si que es conserva. La ciutat va anar creixent i van haver més monestirs: St James' Abbey, Graye Friers, Blackfriars i Whitefriars. Per sota del centre de la ciutat hi ha una xarxa de túnels fets en època medieval, però no és clar quina era la seva funció.
El 1189 el rei Ricard cor de Lleó va atorgar a la ciutat una carta de privilegis a canvi de diner per al seu viatge a les croades. El rei Joan va autoritzar la creació d'un consell de govern local format per dote homes i un batlle. Al segle xiii hi havia una nombrosa població de jueus amb negocis al carrer Gold Street, però el 1277 alguns van ser executats després de ser acusats d'encunyar monedes devaluades i la resta van marxar.
Durant la primera guerra dels barons (1215–17) els barons van assetjar el castell i les forces reialistes van destruir part de la ciutat. En la guerra de les Dues Roses va haver un enfrontament entre ambdós bàndols a Northampton (1460): els de York van vèncer i Enric VI va ser deposat i portat a Delapré Abbey. El setembre del 1638 una epidèmia de pesta va atacar els ciutadans de Northampton i una setena part de la població va morir.
Durant la guerra civil anglesa, encara que el comte Spencer Comton es va declarar a favor del rei, la ciutat es va mostrar favorable al parlament. Hi havia força puritans i rebels religiosos que també van protestar quan el rei va imposar una taxa sobre els vaixells el 1636. En la batalla que hi va haver els reialistes van sortir derrotats. A partir del 1660 el castell es va fer servir com a ser del tribunal del comtat i presó. El 1675 va haver un gran incendi que va assolar el centre de Northampton, el qual es va iniciar un dia de ventada en una guspira que va saltar sobre una teulada de palla en una casa a tocant del castell. Una llei del parlament va aprovar diners per reconstruir la ciutat, també els més rics de Northampton van contribuir amb 25.000 lliures.

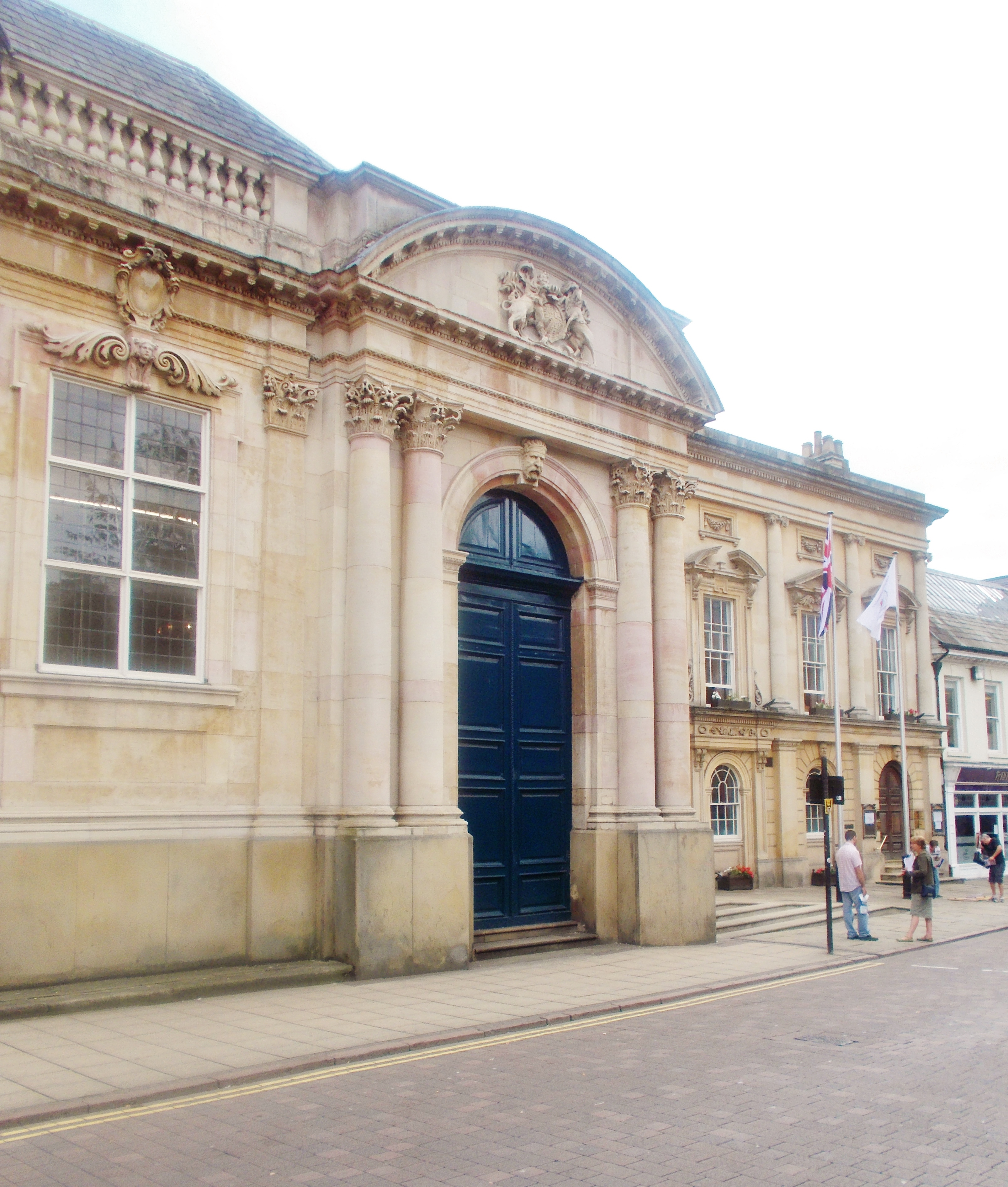
Sessions House, un dels primers edificis construïts després de l'incendi del 1675.

El 1741 Edward Cave va inaugurar la primera fàbrica de cotó que funcionava amb energia hidràulica, Marvel's Mill. El 1797 es va establir una base militar, que van anomenar Gibraltar Barracks. A finals del segle xviii Northampton era coneguda per la producció de calçat i articles de pell. La prosperitat va fer créixer la població, un terç dels homes eren sabaters, però en acabar-se les guerres napoleòniques, la forta demanda de botes va caure de cop i va suposar un problema.
En acabar la primera guerra mundial uns 1.700 homes de Northampton, allistats en l'exèrcit, van morir i, en no poder ser substituïts les fàbriques de calçat van anar en declivi progressiu, tot i que durant el conflicte van fer una producció de més de 23 milions de parells de botes per les forces armades.
La ciutat es va començar a recuperar en la dècada del 1920, que va coincidir amb la creació d'una central d'energia elèctrica que va funcionar fins al 1975. El 1959 es va inaugurar l'autovia M1 i això va fer que alguns treballadors de Londres (a 108 km) i Birmingham (a (80 km) triessin aquesta ciutat per viure. Al centre de la ciutat es van enderrocar edificis vells i amb les noves construccions va adquirir l'aspecte de ciutat moderna amb centres comercials i hotels.

## Organització
Southampton constitueix un districte administratiu dins del comtat de Northamptonshire que es diu Borough of Northampton i que inclou el municipi de Preston més nou parròquies civils: Billing, Collingtree, Duston, Great Houghton, Hardingstone, Hunsbury Meadow, Upton, West Hunsbury and Wooton i East Hunsbury. Hi ha alguns pobles popers a la ciutat de Northampton que es consideren part de l'àrea metropolitana i són: Boughton, Cogenhoe, Ecton, Grange Park, Harpole, Little Houghton, Moulton, Overstone and Rothersthorpe.
Administrativament el municipi de Preston està organitzat en 33 districtes (wards):Abington, Billing, Boothville, Brookside, Castle, Delapre and Briar Hill, East Hunsbury, Eastfield, Headlands, Kings Heath, Kingsley, Kingsthorpe, Nene Valley, New Duston, Obelisk, Old Duston, Park, Parklands, Phippsville, Rectory Farm, Riverside, Rushmills, Semilong, Spencer, Spring Park, St David's, St James, Sunnyside, Talavera, Trinity, Upton, West Hunsbury, Westone.
Northampton va rebre el reconeixement de borough l'any 1974, com a subdivisió no metropolitana del comtat de Northamptonshire. En la dècada del 1990 els representants de borough van proposar ascendir a l'estatus administratiu d'autoritat unitària (unitary authority) però no van obtenir prou suport polític. Tanmateix, el 2016, s'ha tornat a presentar la proposta.

## Política

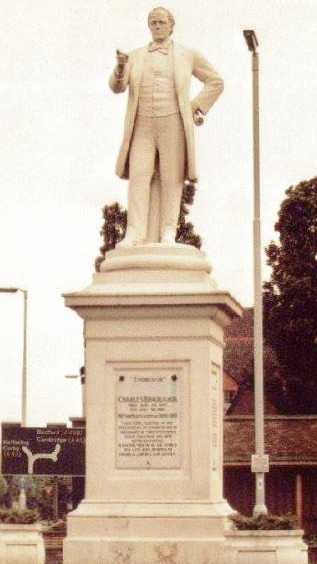
Estàtua de Charles Bradlaugh

Des del 1295 la demarcació electoral de Northampton té representants al parlament en la cambra dels comuns. L'any 1796 va ser escollit sirSpencer Perceval, que va arribar a primer ministre del regne el 1809, l'únic primer ministre que ha mort assassinat. Va morir pel tret de John Bellingham el 1812 que culpava al primer ministre del seu empresonament a Rússia.
Al segle xix Northampton va adquirir reputació de ser un lloc de polítics radicals. En aquella època, hi havia dos representants pel nombre d'habitants, en les eleccions del 1880, un dels escollits va ser l'inconformista Charles Bradlaugh. Durant la campanya de Bradlaugh van haver aldarulls a la zona de la plaça del mercat i va ser necessària la presència de la policia. Per evitar això en les eleccions del 1918, Northampton només va tenir dret a un sol representant al parlament.
El 1974 es va abolir la demarcació anterior i es va substituir per dues: Northampton Nord i Northampton Soud, de manera que torna a tenir dos representants al parlament.

## Clima
El clima de Northampton és del tipus marítim, amb estius frescs i hiverns temperats. L'estació meteorològica oficial està situada a Moulton Park, dins la Universitat e Northampton, a una elevació de 130 msnm, mentre que el centre de la ciutat està a 50 o 60 msnm. El fet d'estar en un punt alt implica menys acumulació d'aire fred a les nits tranquil·les i clares, i temperatures màximes no tan altes durant l'estiu.
La temperatura màxima enregistrada va ser 34.7 °C (94.5 °F)[ el 3 d'agost del 1990 i el 19 de juliol del 2006 gairebé es va arribar a la mateixa, 34.4 °C (93.9 °F). La temperatura mínima enregistrada va ser −16.8 °C (1.8 °F), el febrer del 1986 i probablement al centre ciutat pugi un grau per estar més baix i, en els districtes mes allunyats cap a l'est i l'oest del borough, a la zona de Nene Valley deu ser un parell de graus més fred degut a l'efecte catabàtic del vent. En els temps mes recents la temperatura ha baixat fins a −9.6 °C (14.7 °F) el 20 de desembre del 2010.
Les precipitacions volten els 650 mm anuals, una xifra no gaire alta, però sovint són difícils de predir i ocasionen riuades, com la del 1998, encara que també hi ha aiguats de curta durada. Hi ha una segona estació meteorològica a Desborough Weather, situat a Althorp a 122 msnm.
| Dades climàtiques a Moulton Park 1981–2010 | Dades climàtiques a Moulton Park 1981–2010 | Dades climàtiques a Moulton Park 1981–2010 | Dades climàtiques a Moulton Park 1981–2010 | Dades climàtiques a Moulton Park 1981–2010 | Dades climàtiques a Moulton Park 1981–2010 | Dades climàtiques a Moulton Park 1981–2010 | Dades climàtiques a Moulton Park 1981–2010 | Dades climàtiques a Moulton Park 1981–2010 | Dades climàtiques a Moulton Park 1981–2010 | Dades climàtiques a Moulton Park 1981–2010 | Dades climàtiques a Moulton Park 1981–2010 | Dades climàtiques a Moulton Park 1981–2010 | Dades climàtiques a Moulton Park 1981–2010 |
| Mes                                        | gen                                        | febr                                       | març                                       | abr                                        | maig                                       | juny                                       | jul                                        | ag                                         | set                                        | oct                                        | nov                                        | des                                        | anual                                      |
| ------------------------------------------ | ------------------------------------------ | ------------------------------------------ | ------------------------------------------ | ------------------------------------------ | ------------------------------------------ | ------------------------------------------ | ------------------------------------------ | ------------------------------------------ | ------------------------------------------ | ------------------------------------------ | ------------------------------------------ | ------------------------------------------ | ------------------------------------------ |
| Màxima mitjana °C (°F)                     | 6.8 (44.2)                                 | 7.1 (44.8)                                 | 10.0 (50)                                  | 12.8 (55)                                  | 16.2 (61.2)                                | 19.2 (66.6)                                | 21.7 (71.1)                                | 21.5 (70.7)                                | 18.4 (65.1)                                | 14.1 (57.4)                                | 9.7 (49.5)                                 | 7.0 (44.6)                                 | 13.7 (56.7)                                |
| Mínima mitjana °C (°F)                     | 1.1 (34)                                   | 0.9 (33.6)                                 | 2.7 (36.9)                                 | 4.0 (39.2)                                 | 6.8 (44.2)                                 | 9.7 (49.5)                                 | 11.9 (53.4)                                | 11.8 (53.2)                                | 9.8 (49.6)                                 | 7.0 (44.6)                                 | 3.7 (38.7)                                 | 1.5 (34.7)                                 | 5.9 (42.6)                                 |
| Precipitació mitjana mm (polzades)         | 54.0 (2.126)                               | 41.1 (1.618)                               | 44.1 (1.736)                               | 49.4 (1.945)                               | 54.4 (2.142)                               | 54.9 (2.161)                               | 49.2 (1.937)                               | 54.5 (2.146)                               | 57.6 (2.268)                               | 63.9 (2.516)                               | 60.0 (2.362)                               | 55.3 (2.177)                               | 638.1 (25.122)                             |
| Mitjana mensual d'hores de sol             | 55.7                                       | 77.9                                       | 108.2                                      | 151.4                                      | 189.9                                      | 173.8                                      | 199.3                                      | 185.2                                      | 134.0                                      | 109.6                                      | 64.4                                       | 49.5                                       | 1.498,9                                    |
| Font: Met Office                           |                                            |                                            |                                            |                                            |                                            |                                            |                                            |                                            |                                            |                                            |                                            |                                            |                                            |

| Dades climàtiques a Desborough Weather | Dades climàtiques a Desborough Weather | Dades climàtiques a Desborough Weather | Dades climàtiques a Desborough Weather | Dades climàtiques a Desborough Weather | Dades climàtiques a Desborough Weather | Dades climàtiques a Desborough Weather | Dades climàtiques a Desborough Weather | Dades climàtiques a Desborough Weather | Dades climàtiques a Desborough Weather | Dades climàtiques a Desborough Weather | Dades climàtiques a Desborough Weather | Dades climàtiques a Desborough Weather | Dades climàtiques a Desborough Weather |
| Mes                                    | gen                                    | febr                                   | març                                   | abr                                    | maig                                   | juny                                   | jul                                    | ag                                     | set                                    | oct                                    | nov                                    | des                                    | anual                                  |
| -------------------------------------- | -------------------------------------- | -------------------------------------- | -------------------------------------- | -------------------------------------- | -------------------------------------- | -------------------------------------- | -------------------------------------- | -------------------------------------- | -------------------------------------- | -------------------------------------- | -------------------------------------- | -------------------------------------- | -------------------------------------- |
| Màxima mitjana °C (°F)                 | 6.4 (43.5)                             | 6.8 (44.2)                             | 9.5 (49.1)                             | 11.9 (53.4)                            | 15.6 (60.1)                            | 18.5 (65.3)                            | 21.2 (70.2)                            | 21.1 (70)                              | 17.9 (64.2)                            | 13.7 (56.7)                            | 9.3 (48.7)                             | 7.2 (45)                               | 13.3 (55.9)                            |
| Mínima mitjana °C (°F)                 | 0.8 (33.4)                             | 0.6 (33.1)                             | 2.3 (36.1)                             | 3.5 (38.3)                             | 6.3 (43.3)                             | 9.2 (48.6)                             | 11.5 (52.7)                            | 11.5 (52.7)                            | 9.5 (49.1)                             | 6.6 (43.9)                             | 3.3 (37.9)                             | 1.7 (35.1)                             | 5.6 (42.1)                             |
| Precipitació mitjana mm (polzades)     | 54.7 (2.154)                           | 42.6 (1.677)                           | 44.9 (1.768)                           | 45.5 (1.791)                           | 53.5 (2.106)                           | 55.4 (2.181)                           | 64.1 (2.524)                           | 64.3 (2.531)                           | 58.3 (2.295)                           | 66.1 (2.602)                           | 61.3 (2.413)                           | 56.7 (2.232)                           | 668.5 (26.319)                         |
| Font #1: YR.NO                         |                                        |                                        |                                        |                                        |                                        |                                        |                                        |                                        |                                        |                                        |                                        |                                        |                                        |
| Font #2: WorldClimate                  |                                        |                                        |                                        |                                        |                                        |                                        |                                        |                                        |                                        |                                        |                                        |                                        |                                        |

## Demografia
En el cens del 2011 Northampton tenia 212.069 habitants. L'evolució des del 1991 és la següent:
| Creixement de la població a Leicester des del 1901 | Creixement de la població a Leicester des del 1901 | Creixement de la població a Leicester des del 1901 | Creixement de la població a Leicester des del 1901 |
| any                                                | 1991                                               | 2001                                               | 2011                                               |
| -------------------------------------------------- | -------------------------------------------------- | -------------------------------------------------- | -------------------------------------------------- |
| habitants                                          | 180.617                                            | 194.458                                            | 212.069                                            |
| Source: A Vision of Britain through Time           |                                                    |                                                    |                                                    |

L'increment des del 1991, ha estat del 17,41%. La mitjana d'edat és de 37 anys, més jove que la mitjana nacional de 39,3 anys. La densitat és de 2.630 per km².
En l'estudi de la població del 2011 hi havia 91.484 llars, 88.731 estaven habitades: en un 30,5% (27.048) vivia una persona sola, en un 61,1% (54.125) vivien famílies, i un 8,5% (7.558) els ocupants eren d'altres tipus. Pel que fa a la propietat: el 37,5% (88.731) pagaven hipoteca, el 25,1% eren propietaris de ple dret, el 16,5% pagaven un lloguer a un propietari particular,el 12,8% pagaven lloguer a un habitatge de la comunitat, el 4,3% en pisos socials, 1,3% d'altres tipus de lloguer i el 1,3% compartien la propietat i el 1,2% com a convidats.

## Economia

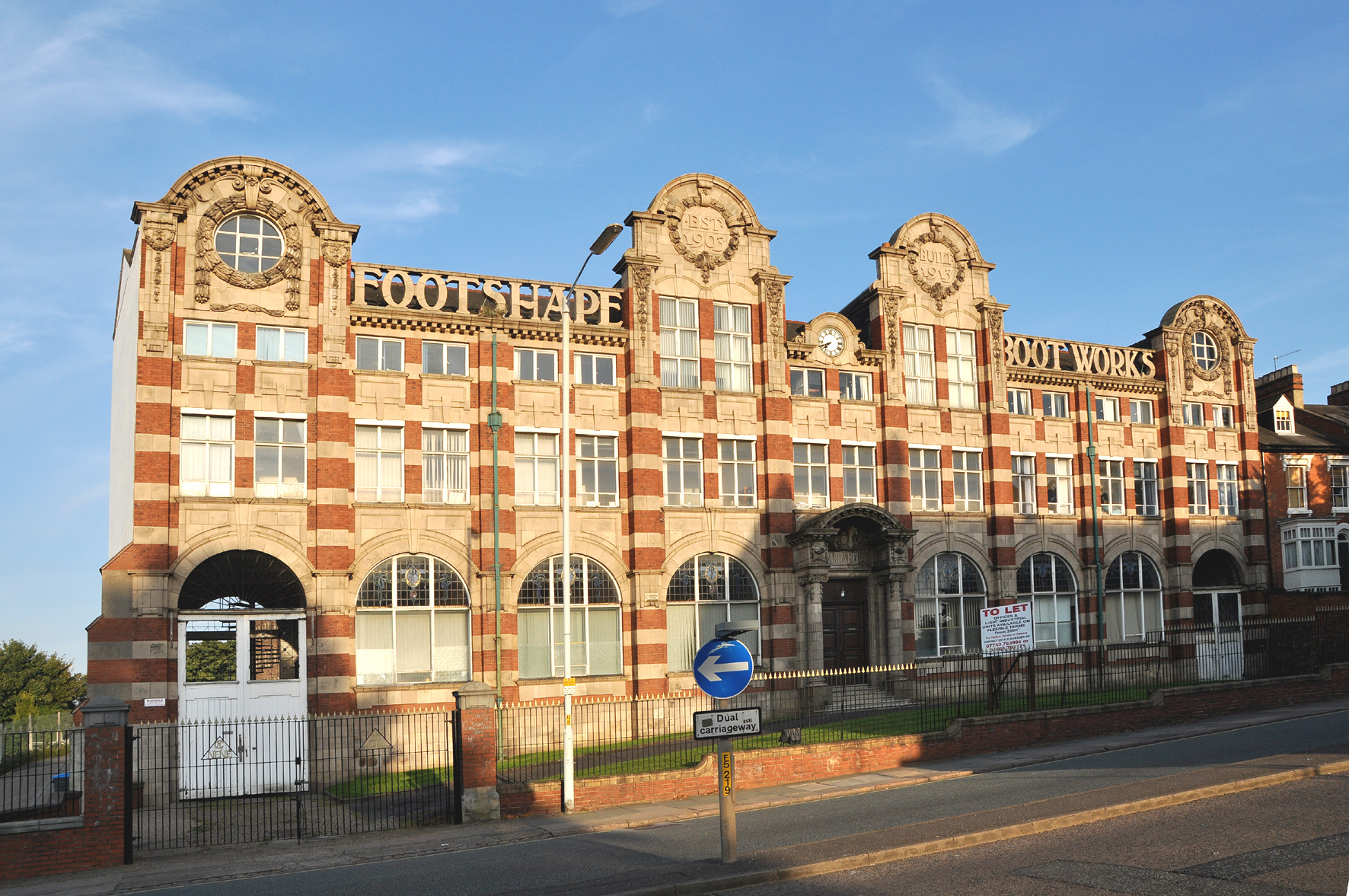
Fàbrica Barratts

Encara hi ha moltes fàbriques de calçat a Northampton i algunes de les que van tancar s'han reconvertit en edificis d'oficines. També hi ha fàbriques de televisors, de refrescs, de productes cosmètics, de cervesa i de maquinària, però actualment el sector en pujança és el de les finances i més que el de la indústria.
Per ser capital del comtat hi ha força llocs de treball en el sector de serveis i especialment amb relació a la universitat i als diversos hospitals de la ciutat.

## Agermanaments
Northampton té relacions d'agermanament amb:
- Marburg (Alemanya).
- Poitiers (França).

## Llocs d'interès i activitats culturals
Espais naturals

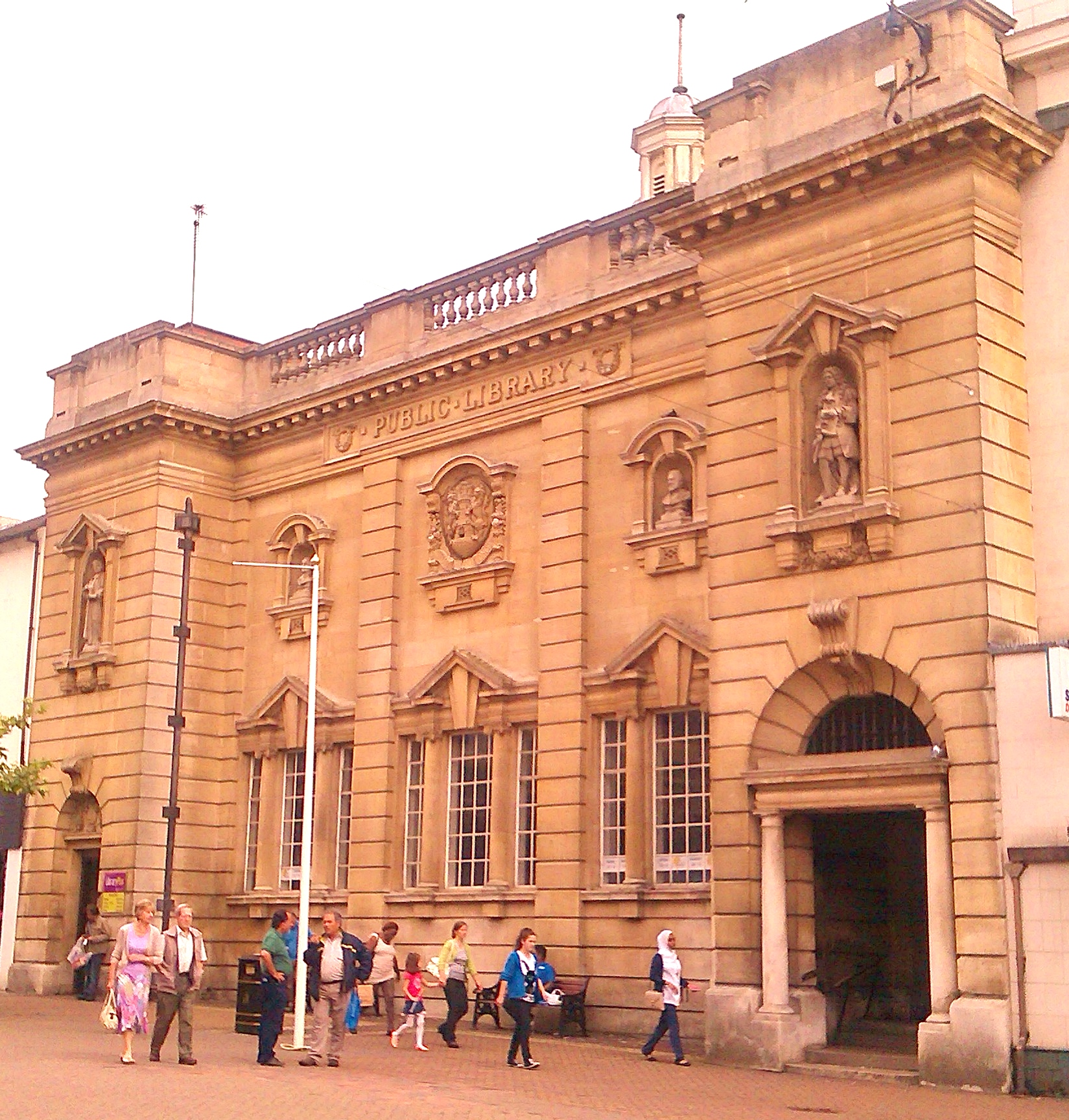
Biblioteca Central.

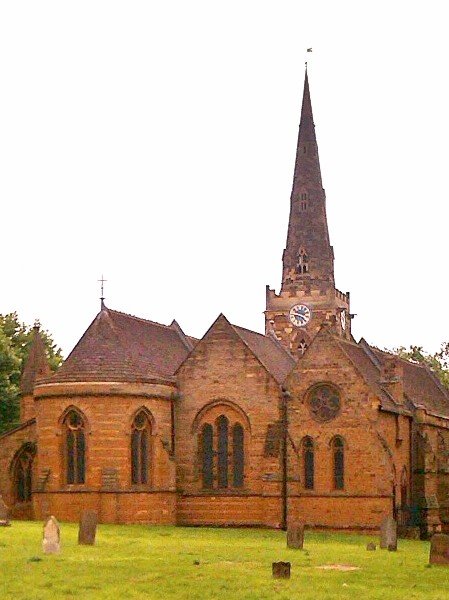
El Sant Sepulcre

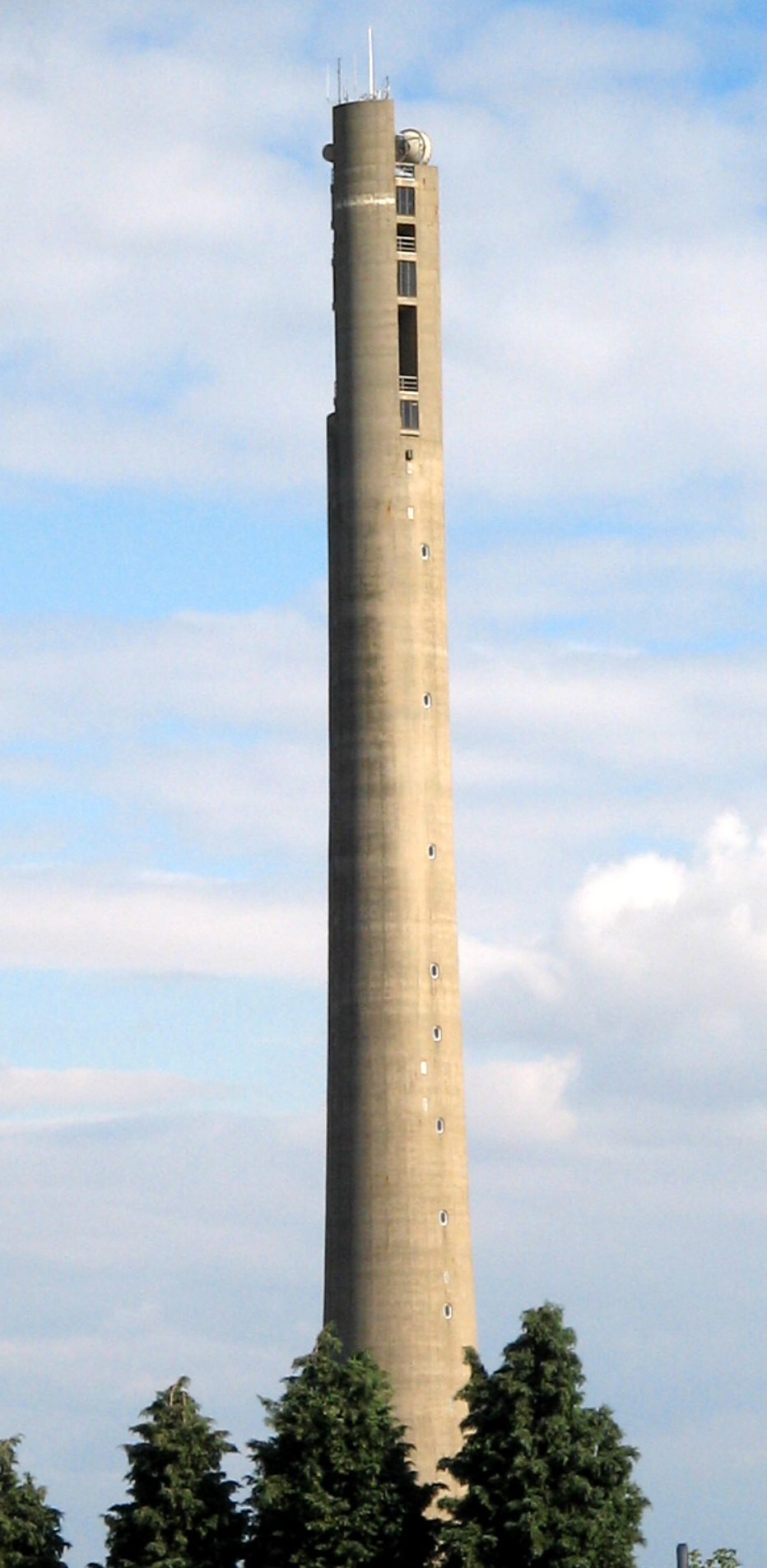
Express Lift.

Hi ha un total de 170 parcs i espais naturals que ocupen 761 hectàrees.[74] El més freqüentat és Abington Park, que també és el més antic, i l'Hipòdrom (Racecourse) dit així perquè es va fer servir per entrenar cavalls fins al 1904 però també com a camp de criquet entre 1844–1885 i és on se celebra el Festival de Globus Aerostàtics de Northampton. Altres parcs són: Becket's Park, Bradlaugh Fields, Dallington Park, Delapré Park, Eastfield Park, Hunsbury Hill, Kingsthorpe Park i Victoria Park.
Teatres i museus
- El Deco, un teatre amb capacitat per 900 persones.
- El Roadmender, un auditori per tota mena de música.
- El Gala Casino, amb espectacle de varietats en viu.
- El Lings Forum, amb cinemes.
- El museu i galeria d'art de Northampton, amb col·leccions sobre la història del calçat a tot el món.

Edificis
- La Biblioteca Central, un edifici del 1910 catalogat com a patrimoni de grau II.
- La casa 78 Derngate, disseny de Charles Rennie Mackintosh, que inclou el museu sobre l'obra d'aquest arquitecte escocès i una galeria d'art.
- L'església del Sant Sepulcre, del 1100 que vol ser una rèplica de la que hi ha a Jerusalem.
- L'església de Tots Sants de la qual només en resta la torre, puix que va ser afectada per l'incendi del 1675.
- La catedral de Northamton, de culte catòlic, construïda el 1823.
- La torre Express Lift, feta per una companyia elèctrica el 1980 té un ascensor per pujar els 127,45 metres que mesura i des de dalt es pot veure una panoràmica de la ciutat i rodalia.
- El Guildhall o saló d'actes de l'ajuntament, construït el 1860 en estil gòtic victorià.

Activitats
- Billing Aquadrome, un parc d'atraccions
- Centres d'esbarjo: Danes Camp, Lings Forum, Mounts Baths,Duston Sports Centre i park Skate per fer acrobàcies amb patins.
- La Fira de sant Crispí, una fira d'atraccions que es munta un cop a l'any.
- El carnaval
- El divali o festa de les llums de la comunitat índia.
- El Festival de Globus Aerostàtics

## Esports

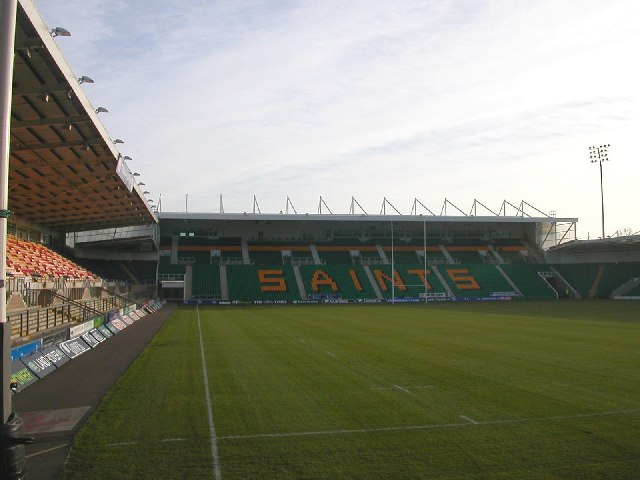
Franklin Gardens

Hi ha un equip de primera divisió de rugbi, el Northampton Saints, que juguen a Franklin's Gardens. Hi ha un equips de futbol de la segona divisió: és el  Northampton Town, que té el sobrenom de "Els sabaters" perquè va començar amb jugadors amateurs que eren treballadors de les fàbriques de calçat, i que tenen el camp al Sixfields Stadium. També hi ha club de criquet.
El circuit de Silverstone està a poques milles al sud de la ciutat i en direcció nord hi ha dos circuits més: el Rockingham Motor Speedway i el Santa Pod Raceway.
Hi ha un camp de golf anomenat Collingtree Park on es van jugar els màsters l'any 1995. Al riu es practica el piragüisme.

## Persones il·lustres
- Alan Moore, escriptor.
- Alan Civil, intèrpret de trompa.

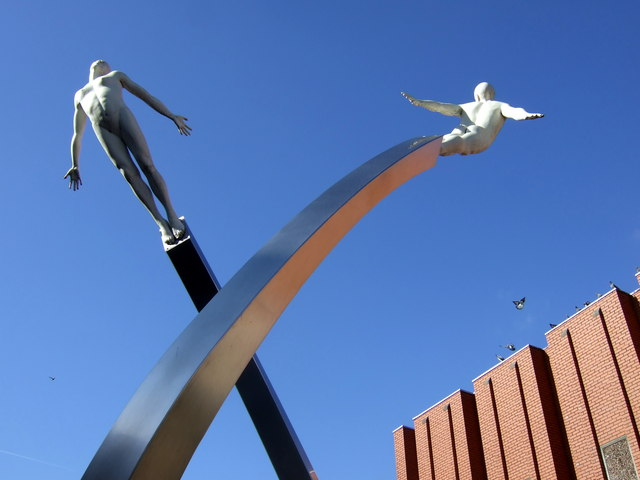
Monument a Francis Crick

- Ubaldo Warner, violista i compositor.
- Charles Sanford Skilton, compositor.
- Francis Crick (1916-2004), biòleg, Premi Nobel de Medicina o Fisiologia de 1962
- Albert Ingham (1900-1967), matemàtic
- Bertha Swirles (1903-1999), física i matemàtica